# Чиряєв Гаврило Йосипович
Гаврило Йосипович Чиряєв (4 квітня 1925, село Киаданда 1-го Чочуйського наслегу Якутської АРСР, тепер Вілюйського улусу Республіка Саха, Росія — 9 травня 1982, місто Якутськ, тепер Республіка Саха, Росія) — радянський державний діяч, 1-й секретар Якутського обласного комітету КПРС. Кандидат у члени ЦК КПРС у 1966—1971 роках. Член ЦК КПРС у 1971—1982 роках. Депутат Верховної Ради СРСР 7—10-го скликань. Кандидат еконмічних наук (1973).

## Життєпис
У 1942—1943 роках — вчитель Вілюйської середньої школи Якутської АРСР.
З травня 1943 по 1950 рік служив у Радянській армії, молодший лейтенант. Учасник Другої світової війни. У 1949 році закінчив Вечірній університет марксизму-ленінізму при Політичному управлінні Забайкальського військового округу.
Член ВКП(б) з 1944 року.
У 1951—1953 роках — начальник управління кадрів Міністерства освіти Якутської АРСР, заступник міністра освіти Якутської АРСР.
У 1953 році закінчив заочно Якутський державний педагогічний інститут.
У 1953—1955 роках — інструктор відділу шкіл Якутського обласного комітету КПРС.
У 1955—1958 роках — 2-й секретар Верхньовілюйського районного комітету КПРС Якутської АРСР.
У 1958—1959 роках — заступник завідувача відділу пропаганди і агітації Якутського обласного комітету КПРС.
У 1959—1961 роках — завідувач відділу науки та шкіл Якутського обласного комітету КПРС.
У 1961 — жовтні 1965 року — секретар Якутського обласного комітету КПРС з ідеології. Одночасно у 1963—1965 роках — завідувач ідеологічного відділу Якутського обласного комітету КПРС.
У жовтні 1965 — 9 травня 1982 року — 1-й секретар Якутського обласного комітету КПРС.
Помер після важкої і тривалої хвороби 9 травня 1982 року в місті Якутську.

## Нагороди і звання
- орден Леніна
- орден Жовтневої Революції
- два ордени Трудового Червоного Прапора
- медалі
- Почесний громадянин Вілюйського улусу